# ام السرب
ام السرب (به عربی: أم السرب) یک منطقهٔ مسکونی در اردن است که در استان مفرق واقع شده‌است.